# Station Marlow
Marlow is een spoorwegstation van National Rail in Marlow, Wycombe in Engeland. Het station is eigendom van Network Rail en wordt beheerd door Great Western Railway. 